# Ti-Yet
(Ti-Yet)
Ti-Yet, è un personaggio immaginario della serie televisiva d'animazione Roswell Conspiracies, creata da Kaaren Lee Brown.

È doppiato in originale da L. Harvey Gold ed in italiano da Vittorio Bestoso.

## Caratteristiche

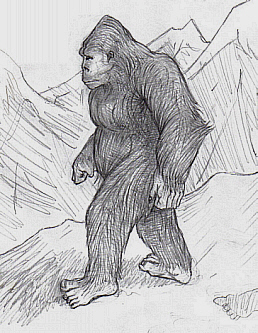
Disegno raffigurante uno Yeti.

Ti-Yet è alto più di due metri ed ha l'aspetto di un gorilla ricoperto da una folta pelliccia bianca che cresce uniforme su tutto il suo corpo, eccezion fatta che per il dorso ed il capo, dove è molto più folta. Le uniche parti lasciate scoperte dal pelo sono le mani e il viso, che si presentano di rugosa e ruvida pelle marrone. Ha tre dita per ogni mano e due per ogni piede e porta i peli superflui del capo raccolti in trecce tramite anelli dorati. Ha dei lineamenti molto pronunciati ed una fronte alta terminante in due sopracciglia spigolose che risaltano gli occhi acquamarina contornati da occhiaie nere.
Ti-yet è l'unico Yeti che presenta un paio di corna (simili a quelle di un ariete) di colore azzurro, il perché di questa sua peculiarità non è data saperlo, viene però detto che sono il simbolo del "Guardiano".
È molto fiero, leale, saggio e di norma pacifico ma disposto a tutto pur di difendere la sua tribù, anche a morire o sacrificarsi nel tentativo, poiché secondo la sua filosofia di pensiero vivere nel disonore o nel rimorso è peggio che essere morti. Nonostante tutto ciò però, Ti-Yet dimostra di non essere di mentalità chiusa ed è ben disposto all'adozione della tecnologia e all'ascolto delle opinioni altrui, inoltre non disdegna l'essere aiutato se in difficoltà. Motivo per il quale concederà i suoi servigi all'Alleanza in cambio dell'immunità del suo popolo.
Nel corso della serie stringe una profonda amicizia con Fitz, Sh'lainn, Nema e soprattutto Logan, con cui va d'accordo a causa dei loro caratteri simili.
Ti-Yet normalmente non porta dei vestiti ma durante la guerra agli Shadoen indosserà la divisa dell'Alleanza.

## Biografia del personaggio

### Antefatti
Ti-Yet nasce più di tre secoli prima delle vicende narrate sul pianeta nativo degli Yeti. La sua età non è semplice da definire, sebbene fosse già adulto al tempo dell'invasione dei Licantropi tanto da ricordarla chiaramente. Dopo la distruzione del suo pianeta natale i suoi simili saranno catturati e ridotti in schiavitù dai Licantropi.
Durante la prigionia egli terrà alto il morale dei compagni e si prenderà cura di loro, al punto da venir eletto Guardiano della tribù degli Yeti. In questo periodo conosce Ri-Un, che diventerà la sua compagna, e Su-Ak, leader dei Sasquatch (altra razza schiavizzata dai Licantropi e a bordo della sua stessa nave) con cui avrà subito un rapporto di rivalità e discordia.
Ti-Yet venne caricato a bordo di una nave diretta verso la Terra per trasportare alle truppe stazionatevi una bomba EMP (la stessa arma che distrusse il suo mondo). Saputa la notizia lo Yeti fomenterà lo spirito di rivolta degli altri schiavi al fine di farli insorgere contro gli oppressori riuscendo nel suo tentativo ed impadronendosi della nave. L'eroico gesto dello Yeti gli valse la nomina di leader da parte di entrambe le tribù, questo attirò l'astio di Su-Ak, che nal momento di abbandonare l'incrociatore Licantropo con le scialuppe di salvataggio lo tradì colpendolo alle spalle e lasciandolo a bordo in balia dei Licantropi. Sfortunatamente per Su-Ak i Licantropi fecero fuoco contro la scialuppa di salvataggio su sui viaggiavano i Sasquatch, estinguendo la specie, ed avrebbero fatto lo stesso anche con quella degli Yeti e di Su-Ak stesso non fosse stato per l'intervento di Ti-Yet che fece schiantare sulla Terra l'incrociatore alieno.

### Nella serie
Fortunatamente per lui sopravvisse allo schianto e fu ritrovato dalla sua gente presso la catena montuosa dell'Himalaya. Qui gli Yeti rimasero nascosti per 250 anni proteggendo la bomba EMP affinché non cadesse in mani sbagliate. Tale situazione durò fino al 1999, quando Logan verrà mandato sul luogo a ispezionare per conto di Rinaker. L'ex-cacciatore di taglie riuscirà a convincere il Guardiano della tribù degli Yeti di essere venuto in pace ed a riprova di ciò lo aiuterà ad affrontare Ruck quando questi si presenterà sul posto pretendendo la bomba. Al fine dell'operazione grazie all'intervento di Trueblood il Licantropo verrà catturato, così come anche Ti-Yet, non prima però di aver permesso la fuga alla sua gente ed aver messo al sicuro la bomba.
Diversi episodi dopo, quando Ruck riesce, grazie al veleno dei Vampiri a carpirgli le informazioni sulla locazione della bomba, lo Yeti si offrirà volontario per recuperarla e verrà assistito nell'operazione da Logan e Sh'lainn. Il trio riuscirà a recuperare l'ordigno dalle grinfie dei Licantropi e Rinaker, soddisfatto di ciò permette a Ti-Yet di unirsi all'Alleanza in cambio della protezione del suo popolo.
Lo Yeti rimarrà a lungo tra le file dell'Alleanza e durante questo periodo avrà finalmente l'occasione di regolare i conti con Su-Ak, al quale rivelerà la verità sul giorno dell'incidente provocando la reazione di sconforto del Sasquatch che, dopo avergli chiesto perdono, si getterà da una cascata suicidandosi.

#### Epilogo
Dopo la distruzione del bunker a seguito della rivelazione della vera identità di Rinaker, Ti-Yet è uno dei personaggi che si salva e si unisce alla resistenza. Sarà proprio lui a portare la bomba EMP lontano dalle grinfie degli Shadoen, e sarà sempre lui a portarla all'interno del nucleo centrale della nave madre aliena per farla detonare assieme a Athos. In seguito sarà teletrasportato nuovamente sulla Terra da Sh'lainn e qui assisterà alla vittoria sugli Shadoen ed alla nascita della Nuova Alleanza, di cui diverrà membro.

## Poteri e abilità
Ti-Yet essenddo il Guardiano degli Yeti è il più forte guerriero della sua tribù. Lo Yeti si mostra estremamente abile nel corpo a corpo e dispone di una grande manualità nell'uso delle armi da fuoco e al plasma.
Come tutti gli Yeti Ti-Yet è dotato di una forza enorme, è capace di sollevare un'intera automobile sopra la sua testa, ma a dispetto della sua stazza e del suo peso ha una discreta agilità. È insensibile al freddo e vanta una resistenza impressionante ai colpi laser. Secondo i dati dell'Alleanza la forza di uno Yeti continua a crescere ininterrottamente fino alla sua morte (nonostante ciò non raggiungono mai la forza di uno Shadoen). Anche la sua intelligenza è parecchio elevata, dato che riesce in breve ad assimilare le nozioni di funzionamento di un macchinario appena visto e a disinnescare una bomba EMP in pochi istanti. Inoltre ha un'attitudine naturale al combattimento.
Differentemente dagli altri Yeti, i quali hanno una grande difficoltà ad assimilare un qualunque idioma terrestre, soprattutto l'inglese, Ti-Yet lo parla correttamente.
Come tutti gli Yeti soffre terribilmente il calore e le uniche temperature che sopporta sono sottozero o al massimo 10° sopra lo zero.